# Marianne Fundahn
Carina Marianne Fundahn, tidigare Pettersson, född 1 november 1958 i Rängs församling i Malmöhus län, är en svensk politiker (socialdemokrat).
Fundahn är bosatt i Trelleborg och har i över trettio år tjänstgjort som undersköterska på Trelleborgs lasarett. Hon har även arbetat fackligt för Kommunal.
Marianne Fundahn är riksdagsledamot sedan riksdagsvalet 2014 (den första mandatperioden som statsrådsersättare för Morgan Johansson, sedan valet 2018 som ordinarie ledamot).